# Variabilita klimatu
Variabilita klimatu, též proměnlivost klimatu, je termín popisující změny průměrného stavu a dalších charakteristik klimatu (jako je pravděpodobnost nebo možnost extrémního počasí atd.) „ve všech prostorových a časových měřítkách nad rámec jednotlivých meteorologických jevů“. V některých případech se není variabilita způsobena systematicky a vyskytuje se náhodně. Taková variabilita se nazývá náhodná variabilita nebo šum. Na druhé straně, periodická variabilita nastává relativně pravidelně a v různých režimech variability nebo klimatických podmínek.
V průběhu let se definice termínu variabilita klimatu a souvisejícího pojmu změna klimatu posunula. Zatímco termín změna klimatu nyní znamená změnu, která je jak dlouhodobá, tak i antopogenní, v šedesátých letech se termín změna klimatu používal pro to, co nyní označujeme za klimatickou variabilitu, tj. klimatické nekonzistence a anomálie.

## Režimy variability
Existují různé způsoby variability: opakující se průběhy teploty nebo jiné klimatické proměnné. Jsou kvantifikovány různými indexy. Podobně, jako jako je používán průmyslový index „Dow Jones Industrial Average“, který je založen na cenách akcií 30 společností, k vyjádření výkyvů na akciovém trhu jako celku, používají se klimatické indexy na vyjádření změn klimatu. Klimatické indexy jsou obecně navrženy s dvojím cílem: jednoduchost a úplnost, a každý index obvykle představuje stav a načasování klimatického faktoru, který představuje. Indexy jsou ze své podstaty jednoduché a kombinují mnoho detailů do zevšeobecněného, celkového popisu atmosféry nebo oceánu, které lze použít k charakterizaci faktorů, které ovlivňují globální klimatický systém.
Oscilace klimatu nebo klimatický cyklus jsou jakékoli opakující se cyklické oscilace globálního nebo regionálního klimatu a vyjadřují chování klimatu. Tyto výkyvy atmosférické teploty, teploty mořské hladiny, srážek nebo jiných parametrů mohou být kvazi-periodické, často se vyskytují v časových intervalech roku, několika let, desetiletí, staletí, několika staletí i tisíciletí. Nejsou dokonale periodické a Fourierova analýza dat nedává ostré spektrum.
Významným příkladem je El Niño – Jižní oscilace, která zahrnuje teploty mořské hladiny podél úseku rovníkového Středního a Východního Tichého oceánu a západního pobřeží tropické Jižní Ameriky, ale které ovlivňuje celosvětové klima.
Záznamy o minulých klimatických podmínkách se získávají geologickým výzkumem proxy dat, které se získávají výzkumem ledovcových jader, sedimentů mořského dna, letokruhů stromů nebo jiným způsobem.

### El Niño – Jižní oscilace (ENSO)
El Niño – Jižní oscilace (ENSO) je globálním jevem spojeným s oceánem a atmosférou. El Niño a La Niña jsou důležité teplotní oscilace povrchových vod tropického východního Tichého oceánu. Název El Niño, (ze španělštiny, kde znamená “malý chlapec”), se odkazuje na Jezulátko, protože jev je obvykle projevuje v Tichém oceánu u západního pobřeží jižní Ameriky v době Vánoc. La Niña znamená „malá holčička“. Účinky těchto jevů na klima v subtropech a tropech jsou významné. Rozdíl tlaku vzduchu mezi Tahiti a Darwinem kolísá měsíčně nebo sezónně jako jižní oscilace (SO). ENSO je soubor vzájemně se ovlivňujících částí jediného globálního systému spojených klimatických fluktuací oceánské atmosféry způsobených oceánskou a atmosférickou cirkulací. ENSO je nejvýznamnějším známým zdrojem meziroční variability počasí a klimatu po celém světě. Cyklus probíhá každé dva až sedm let, přičemž El Niño v dlouhodobějším cyklu trvá devět měsíců až dva roky, i když ne všechny oblasti jsou globálně ovlivněny. Působení ENSO lze pozorovat v Tichém oceánu, Atlantiku a Indickém oceánu.

### Maddenova–Julianova oscilace (MJO)
Maddenova–Julianova oscilace (MJO) je tropická porucha, které se šíří na východ kolem globálních tropů s cyklem 30–60 dní. MJO má široké dopady na vzorce tropických a extratropických srážek, atmosférické cirkulace a povrchová teplota kolem globálních tropů a subtropů. MJO ovlivňuje cyklus ENSO. Nezpůsobuje El Niño ani La Niña, ale může přispět k rychlosti vývoje a intenzity epizod El Niño a La Niña epizody. Anomální srážky začínají obvykle nejprve v západním Indickém oceánu a šíří se přes velmi teplé vody oceánu západního a středního tropického Pacifiku. Jev obvykle velmi oslabí nad chladnějšími oceánskými vodami východního Pacifiku, ale znovu se objevuje nad tropickým Atlantikem a Indickými oceány. Po mokré fázi následuje suchá fáze.

### Severoatlantická oscilace (NAO)
Severoatlantická oscilace (NAO) je meteorologický jev v severním Atlantském oceánu, který se projevuje kolísáním rozdílu atmosférického tlaku na hladině moře (SLP) mezi tlakovou níží nad Islandem a tlakovou výší nad Azorskými ostrovy. Díky výkyvům síly islandské níže a Azorské výše se mění síla a směr západních větru a umístění bouřkových tras přes severní Atlantik. NAO je zmiňována v několika studiích na konci 19. a na začátku 20. století. Na rozdíl od fenoménu El Niño-Jižní oscilace v Tichém oceánu je NAO do značné míry atmosférický jev. Je to jeden z nejdůležitějších projevů změn klimatu v severním Atlantiku a okolních subtropických oblastech.

### Arktická oscilace (AO)
Arktická oscilace (AO) nebo Severní prstencový režim (Northern Annular Mode – NAM) je povětrnostní jev na přibližně 20. stupni od severního i jižního pólu. Jejich intenzita se mění v průběhu času bez zvláštní periodicity a je charakterizována sezónními tlakovými anomáliemi v Arktidě, vyváženými anomáliemi opačného znaménka soustředěnými kolem 37.–45. severní rovnoběžky. Severoatlantická oscilace (NAO) je blízkým příbuzným AO.

## Historie
V předcházející době meziledové byla variabilita klimatu větší než v současné době. Variabilita teplot byla větší i v poslední době ledové a s růstem teploty se globálně variabilita snižovala. Přestože se klima chová i chaoticky, lze vysledovat jisté zákonitosti. Například, že fluktuace v časových škálách do 100 tisíc let mají charakter růžového šumu. Tedy, že se klima dlouhodoběji mění více než krátkodobě. V současnosti je tedy proměnlivost klimatu menší.

## Současnost
Variabilita klimatu se podle modelů s oteplením bude snižovat u pólů (ale i ve většině Evropy) a zvyšovat u rovníku, kde je variabilita teplot menší. V AR5 od IPCC se píše, že například nejsou důkazy pro to, že by globálně narůstala sucha a že odhady trendů v předchozí zprávě AR4 byly pravděpodobně nadhodnocené. Srážky se s globálním oteplením zvýší i v suchých oblastech. Snižuje se tak počet požárů, což je ale považováno i za negativní důsledek globálního oteplování.

## Extrémy v počasí
Extrémnost neznamená totéž co variabilita klimatu. Různí autoři navrhují různé metriky jak popisovat vlny veder. Například index HWMId ukazuje (používá k tomu například data NOAA), že globálně k nárůstu vln veder na pevninách došlo až v devadesátých letech 20. století, přestože k oteplování docházelo již dříve. Často totiž lokální událost (vlna veder v Rusku v roce 2010) ovlivní na desetiletí celý globální index. Pro stejný model klimatu (počítající s růstem teplot) předpovědi ukazují nárůst indexů související s horkem, ale pokles indexů související s chladem či mrazem. I v USA klesá extrémnost zim. Nejde tedy o nárůst extrémů na obě strany (tedy variablity klimatu), ale spíše nárůst teploty. Variabilita teplot bude s postupujícím oteplováním globálně menší. Studie publikovaná v prestižním časopise The Lancet odhaduje, že globálně lze v letech 2000 až 2019 chladu přičíst 8,5 % úmrtí, kdežto teplu pouze 0,9 % a zatím úmrtí z teplotních extrémů jako celku ubývají.